# スパイ・ハード
『スパイ・ハード』(Spy Hard)は1996年のアメリカ映画。日本公開は6月8日。全米公開は3月24日。

## 概要
007シリーズやスパイ大作戦を中心としたありとあらゆるスパイムービーのパロディ作品。「ジュラシック・パーク」や「ホーム・アローン」、「JFK」、「トータル・リコール」、「スタートレック」、「羊たちの沈黙」などスパイ映画以外のパロディも満載されている。
裸の銃シリーズに出演しているレスリー・ニールセンが、ベテランエージェント、ディック・スティールを演じている。
特攻野郎Aチームのコングことミスター・Tがヘリで登場し、007シリーズのオープニングのパロディはアル・ヤンコビックが担当している。
オープニングのノンクレジットバージョンがiTunesにて同作のテーマ曲のPVとして、ヤンコビック名義で配信されている（300円）

## 登場人物
ディック・スティール
元シークレットサービスの有能な諜報部員。コードネームはWD40。宿敵ランカー将軍を暗殺する任務の際に恋人ヴィクトリア・ダールを失い、特定の女性に心を奪われる事がなくなった男。最後の任務でパレードでの大統領の警護を担当するが、クラッカーの音やシャンパンの音を銃声と勘違いし、大統領をリムジンごと川に転落させてしまう（大統領の泳ぎが達者だったため、諜報局はお咎めはあまり無かった）。倒したはずのランカーが生きている事を知らされ現役復帰を果たす。
ランカー将軍
国際的な武器商人であり、極悪な犯罪組織のボス。一度スティールに暗殺されかけたが、両腕を失っただけで生きていた。さらにいくつもの義手を所有していたため、まるで懲りていなかった。世界征服のために組織の人工衛星ミサイルを制御するためのコンピュータチップを狙う。恐竜が住むキキリー島が本拠地。冒頭でスティールが聞いていたテープによると、盗んだミサイルを中近東のテロリストに売りさばいている「すっげー悪いやつ」。
ヴェロニク・ユクリンスキー
エージェント3・14。ランカー将軍に人工衛星ミサイルの制御チップ・メガチップを作るために利用されたユクリンスキー教授の娘。スティールと行動を共にする。
スティーヴ・ビショップ
スティールのかつての同僚の諜報部員。スティールにランカーのメッセージが入ったビデオテープを渡しに現れるが、その後ホテルに戻ったところで、ホテルの17階から落下してきたグランドピアノに直撃するという不運（ニュースでは事故と報道されていた）に見舞われ死亡する。彼によると現在の諜報局では通信機を頭に内蔵するとのこと。
ノーマン・コールマン
諜報局員の一人。スティールに任務を任せることに反対する。本作の諜報部員の中では唯一正論を述べる事が多いが、ことごとく一蹴され、その挙句、のけ者にされたりと、かなり不幸な男。
局長
シークレットサービスの局長。ランカーのメッセージを見て、彼がスティールに復讐したいと思っていることを見抜き、スティールを任務に加える。「忍法の修行」と称し、色々なものに隠れるクセがあり、序盤では電話で話していると思ったら、電話の置いてある机の中から登場した。コールマン曰く「完全に病気」。
ヴィクトリア・ダール
スティールの昔の恋人。ランカー将軍暗殺の任務でスティールと同行した女スパイ。ランカーの乗ったヘリを爆破した衝撃で足を滑らせて断崖絶壁から海へ転落し、死んでしまった。何故かその瞬間の写真がスティールの家にある。
バーバラ・ダール
スティールの恋人ヴィクトリアの娘。ランカーの基地に独断で潜入し捕まってしまう。ミサイルに括り付けられ人質にされる。
カブール
スティールに協力する諜報部員。最初はタクシーの運転手に化けて登場するが、次々と車を乗り換えて登場する。歌手の従姉弟がいる。また彼の従姉弟が2人ほどスティールの泊まるホテルで食中毒になっている。
マクラッキー
子供の諜報部員。「ホーム・アローン」のパロディキャラで、同作を思わせる手段でランカーの部下を苦しめるが、本家と違いすぐに反撃され、ケビン・マカリスター役を演じたマコーレー・カルキンの出演する作品の仕返しをされる（ゲッティング・イーブンなど）。
マラソンの男
作中の所々でマラソンをしている男性。落下するシーンや物を投下するシーンでよくそれが命中する。
ハートのTシャツの男
ディスコで踊っていた、胸のところにハートの柄が入ったTシャツを着ている男。悪役がスティールに刃物を投げるシーンで、必ずといって良いほどTシャツのハートの部分に命中する。ディスコでは扉を蹴破る道具にまでされた不幸な人物。刺さった刃物は刺しっぱなしな上に、何本も刺さっていながら死なない。
オペレーター
バーバラ・ダールが貼り付けられたミサイルの秒読みをしている女性オペレーター。ミサイルが発射されるまでの36時間、ほぼ1秒間隔で秒読みをしており、カウントダウンが3時間を切ったあたりで秒読みするその姿が確認できる。また、その時、タバコを吸い、腕時計を見ながら秒読みしていた。

## 登場メカ
マイクロチップZ線レンズ
一見サングラスのようだが、これを身に着けると衣類を透視して見ることが出来、武器を隠していてもすぐにわかる。
レーザーチューブ（仮名）
風になびく星条旗がデザインされたピンバッジだが、旗の上の部分を引っ張りあげると、別の箇所からチューブが出てくる。それを口に咥えて軽くかむと鉄を切断するほどの威力のあるレーザー光線が発射される。両腕を縛られた緊急時の起死回生に使用する道具だが、息などでレーザーを発射するチューブが動いてしまい、なかなか咥えられないという欠点がある。
マイクロ自爆装置
超小型の爆弾。指でつまめるほど小さく、軽いが、二階建ての建物を破壊するほどの威力がある。
芳香剤型火炎放射器（仮名）
スプレー式の芳香剤に見えるが、火が出る。
ブリーフケース
暗証番号式の鍵が付いたブリーフケース。スティールはミニチュアの移動鑑識カーと間違えた（全然そうには見えない）。ごく普通のブリーフケース。
メガチップ
ランカーがユクリンスキー教授を騙して作らせた、ランカーの衛星・ミサイルを制御するためのコンピュータチップ。
ランカー将軍の義手
アタッチメント式で、普通の手のような細かい作業も出来る高性能な義手。たくましい黒人の腕から、可愛い女性の腕まで、色々なタイプがある。

## キャスト
※括弧内は日本語吹替
- ディック・スティール - レスリー・ニールセン（羽佐間道夫）
- ヴェロニク・ユクリンスキー - ニコレット・シェリダン（田中敦子）
- ランカー将軍 - アンディ・グリフィス（滝口順平）
- 局長 - チャールズ・ダーニング（小林修）
- ミス・チーヴァス - マーシャ・ゲイ・ハーデン（佐藤しのぶ）
- ノーマン・コールマン - バリー・ボストウィック（田中正彦）
- カブール - ジョン・アレス（落合弘治）
- ユクリンスキー教授 - エリヤ・バスキン（北村弘一）
- ヴィクトリア/バーバラ・ダール - ステファニー・ロマノフ（大坂史子）
- スティーヴ・ビショップ - ロバート・ギローム（宝亀克寿）
- バス運転手 - レイ・チャールズ（宝亀克寿）
- マクラッキー - メイソン・ギャンブル
- スライス - カルロス・ローチュ（乃村健次）
- ブライアン - パット・モリタ（峰恵研）
- ノギン - クライド・クサツ（小形満）
- デザイアリー・モア - タリサ・ソト
- ビジネスマン - ロバート・カルプ（水野龍司）

## スタッフ
- 監督：リック・フリードバーグ
- 原案：ジェイソン・フリードバーグ、アーロン・セルツァー
- 脚本：リック・フリードバーグ、ディック・チャドナウ、ジェイソン・フリードバーグ、アーロン・セルツァー
- 撮影：ジョン・R・レオネッティ
- 音楽：ビル・コンティ